# Erik Kessels

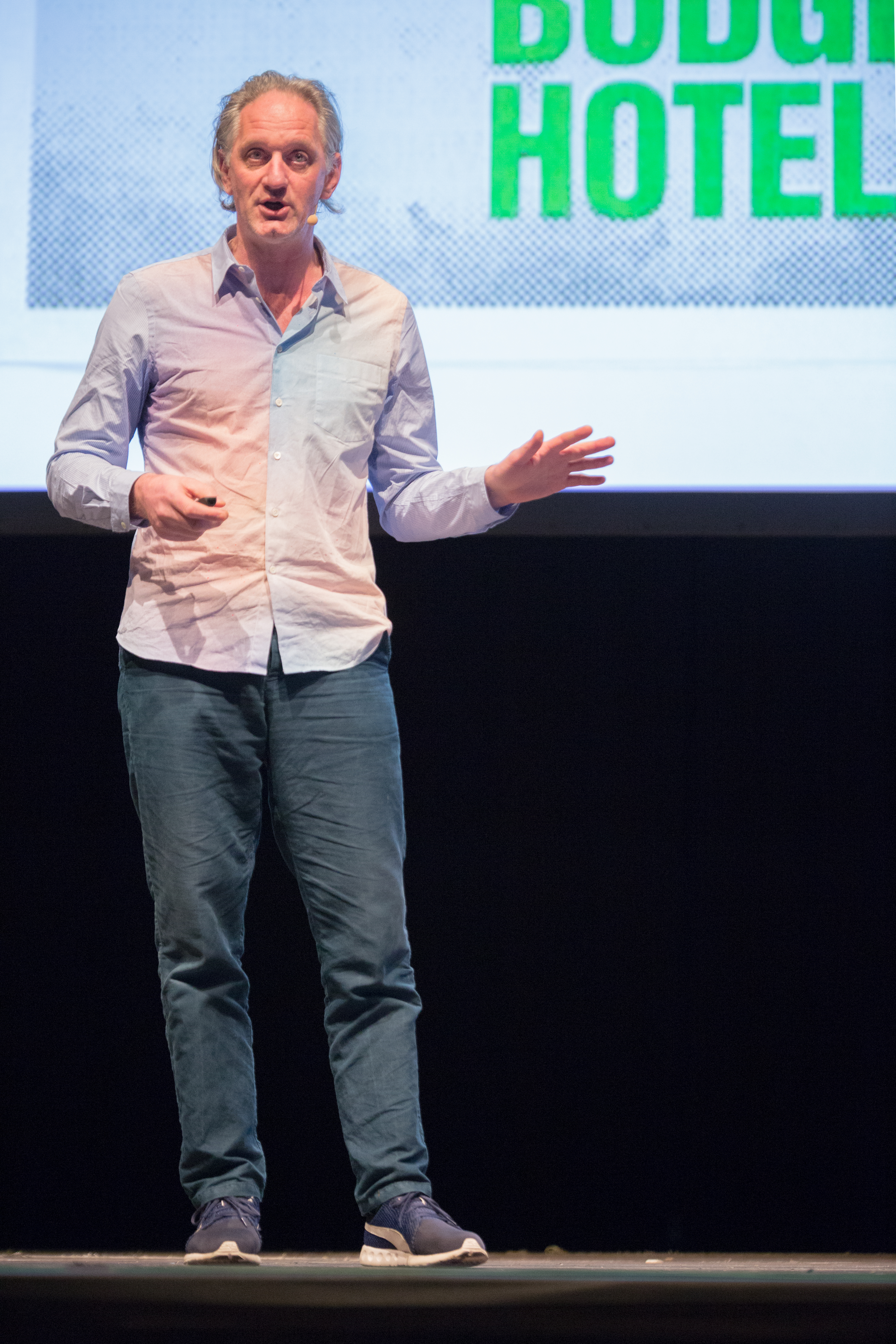
Kessels nel 2016

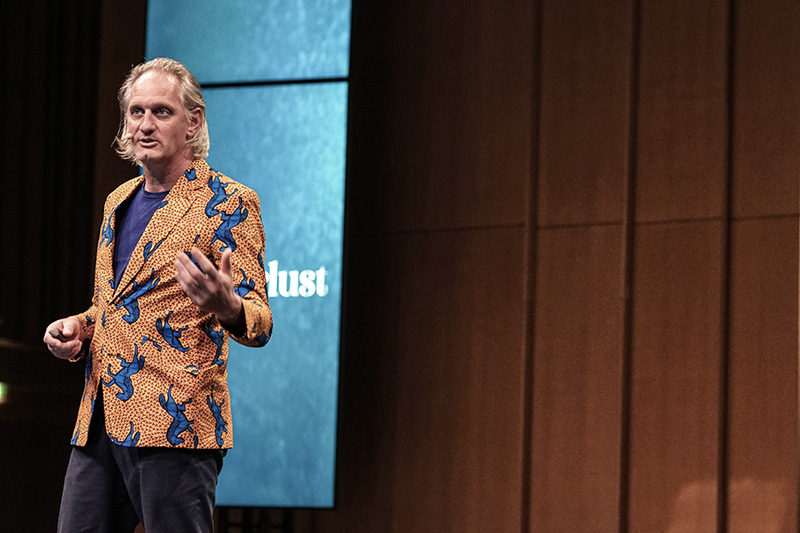
Kessels al Typo Berlin 2017

Erik Kessels (Roermond, 11 marzo 1966) è un artista, designer e curatore d'arte olandese, nutre un particolare passione nei confronti della fotografia ed è il direttore artistico di KesselsKramer, un'agenzia pubblicitaria con sede ad Amsterdam, nonché cofondatore della casa editrice KesselsKramer Publishing..

## Biografia
Kessels è nato a Roermond, in Olanda.
Colleziona fotografie che trova nei mercati delle pulci, nelle fiere, nei negozi dell'usato, ricontestualizzandole e pubblicandole con KesselsKramer Publishing. Tra i suoi lavori più famosi e importanti vi sono la rivista Useful photography e In Almost Every Picture.

Il Guardian, a proposito di Kessels, ha affermato: "E' un maestro nel trovare vecchi album di famiglia, mostrandoceli sotto un nuovo volto, nella loro mondana bellezza e stranezza. E' interessato dalle storie contenute nelle fotografie, piuttosto che dalle fotografie in sé".

## KesselsKramer and KesselsKramer Publishing
KesselsKramer è un'agenzia pubblicitaria indipendente fondata da Kessels e Johan Kramer nel 1996 con sede principale ad Amsterdam e altre sedi a Londra e Los Angeles.
Tra le loro campagne pubblicitarie spiccano "The Worst Hotel in The World" per l'ostello Hans Brinker e "I Amsterdam", entrambe nel capoluogo olandese.
KesselsKramer Publishing è una casa editrice specializzata nella pubblicazione di libri di fotografia e arte prodotti esclusivamente dal proprio staff.